# Bisdom Ndola

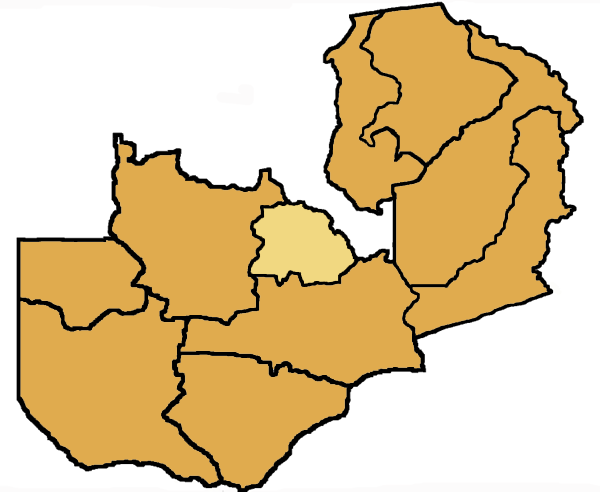
Het bisdom Ndola binnen Zambia

Het bisdom Ndola (Latijn: Dioecesis Ndolaensis) is een rooms-katholiek bisdom met als zetel Ndola in Zambia. Het is een suffragaan bisdom van het aartsbisdom Lusaka.
In 1938 werd de apostolische prefectuur Ndola opgericht. Dit werd een apostolisch vicariaat in 1949 en een bisdom in 1959. De eerste bisschop was de Italiaanse minoriet Francesco Costantino Mazzieri.
In 2019 telde het bisdom 81 parochies. Het bisdom heeft een oppervlakte van 32.000 km2 en telde in 2019 2.885.000 inwoners waarvan 59,6% rooms-katholiek was. 

## Bisschoppen
- Francesco Costantino Mazzieri, O.F.M. Conv. (1938-1965)
- Nicola Agnozzi, O.F.M. Conv. (1966-1975)
- Dennis Harold De Jong (1975-2003)
- Noel Charles O’Regan, S.M.A. (2004-2010)
- Alick Banda (2010-2018)
- Benjamin S. Phiri (2020-)

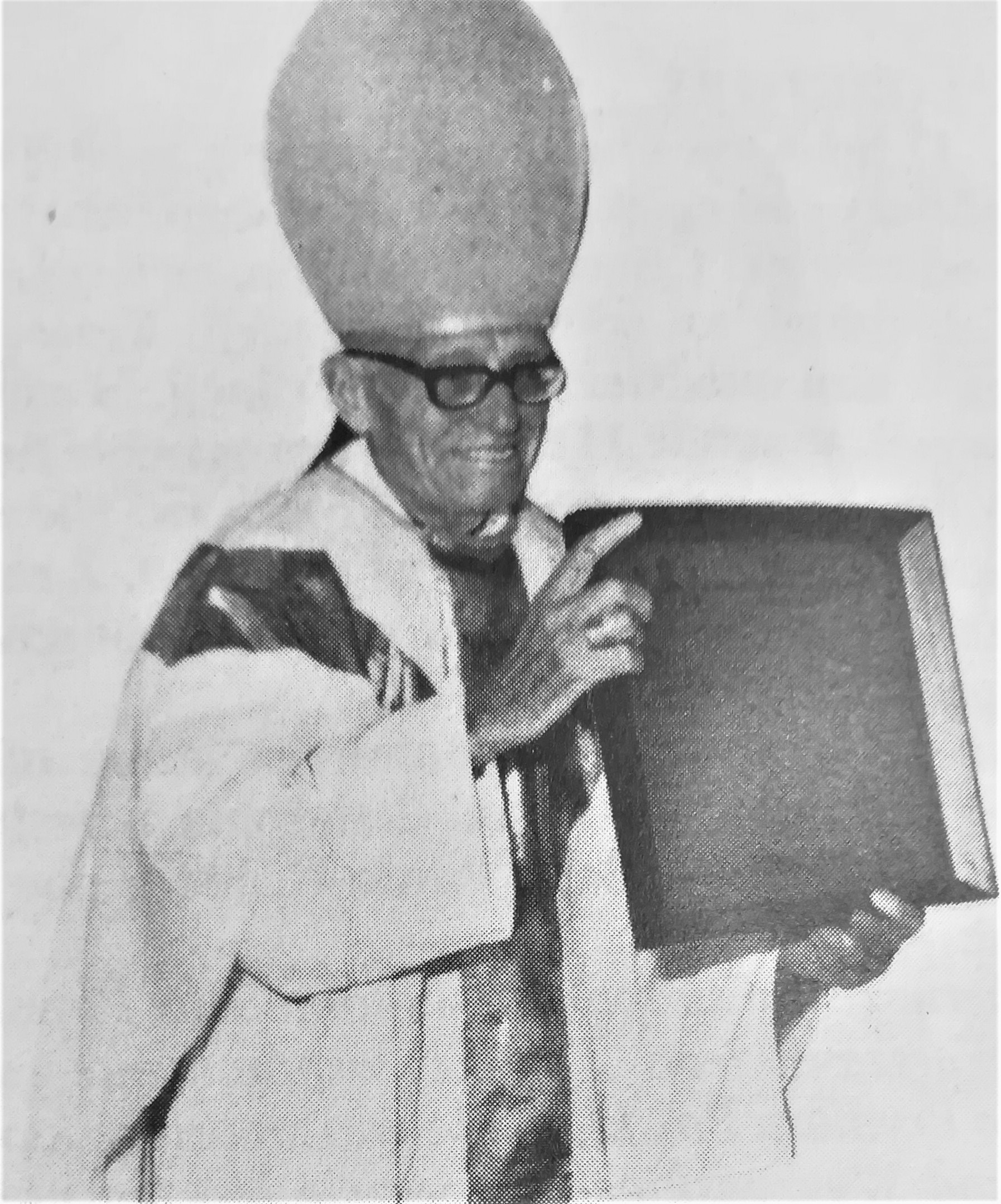
Francesco Costantino Mazzieri